# 史践凡
史践凡（1941年5月—），男，陕西延安人，中国电视导演，中国视听研究中心主任编辑、导演，曾任中国电视艺术家协会理事。

## 家庭
女儿史兰芽。